# Vinai
Vinai (Eigenschreibweise: VINAI) ist ein italienisches DJ-Duo, bestehend aus den Brüdern Alessandro und Andrea Vinai. Mit ihrer Musik vertreten sie hauptsächlich die Genres Electro-House, Melbourne Bounce und Big-Room. Erste Erfolge feierten sie 2014 mit den Singles Raveology und Bounce Generation sowie dem Eintritt in die DJ Mag Top-100.

## Geschichte

### Bis 2013: Musikalische Anfänge
Alessandro und Andrea Vinai stammen aus Brescia, einer Stadt im Norden Italiens. Sie begannen bereits früh mit dem Auflegen und selbst zu produzieren. Nachdem sie sich schnell in die Dance-Szene etablieren konnten und sich solo an verschiedenen Projekten beteiligten, begannen sie im Jahr 2011 die gemeinsame Arbeit. Es erschienen in der folgenden Zeit mehrere Remixen, darunter waren Neuinterpretationen für Pound The Alarm von Nicki Minaj und LMFAOs Sexy And I Know It. Des Weiteren veröffentlichten sie über das Italienische Plattenlabel „Saifam Group“ am 18. März 2012, noch unter ihren vollständigen Namen das Lied Take Me Away, das dem Genre Progressive House entsprach.
Im Frühjahr 2013 traten sie erstmals als „Vinai“ in Erscheinung. Sie unterschrieben daraufhin einen Plattenvertrag mit dem italienischen Plattenlabel „Time Records“. In Zusammenarbeit mit dem DJ und Produzenten Alex Gray entstand das Lied Bad Boys. Hierbei verwendeten sie einen Electro-House-Drop. Die Single erschien am 22. März 2013 und wurde unter anderem von Sidney Samson und Tommy Trash supportet. Im Juli 2013 starteten sie den Podcast „VINAI presents WE ARE“ in dem sie in einem einstündigen Mix verschiedene Lieder von unterschiedlichen Künstlern spielen. In der ersten Episode stellten sie unter anderem den Track Hands Up, dessen Stil ausschlaggebend für den ihrer Nachfolger-Singles war. DJ-Größen wie Deorro, Dvbbs und Showtek wurden auf das Duo aufmerksam und verwendeten das Instrumentalstück in vielen ihrer Sets. Insbesondere der US-amerikanische DJ MAKJ lieferte dem Duo starken Support. Sie legten mit einem Remix zu Don Diablos Starlight im Auftrag von „Axtone Records“ nach.
Nur wenige Monate später erschien gemeinsam mit Prezioso der Song Reset. Ebenfalls erfolgten die Releases der Lieder Pullover mit Dr. Space, Who Said mit Planet Funk und Core Micha Moor. Als Dankeschön für den Support und den ermöglichten Aufstieg in die internationale Dance-Szene stellten sie den Track Bullet, den sie gemeinsam mit Error404 aufnahmen auf ihrer offiziellen Facebookseite zum kostenlosen Download bereit. Mit allen drei Liedern vertraten sie das Genre Electro-House. Die 22. Folge ihres „WE ARE“-Podcasts bestand aus ihren Favoriten des Jahres 2013.

### 2014: Internationaler Durchbruch mit u.a. Raveology
Im Januar 2014 unterschrieben sie einen Plattenvertrag beim niederländischen Erfolgs-Label „Spinnin’ Records“. Kurz darauf erschien das Lied Raveology in Zusammenarbeit mit dem kanadischen DJ-Duo Dvbbs. Das Lied verhalf Vinai zum letztlichen Durchbruch. Sie erreichten mit dem Track die Download-Charts zahlreicher Länder, Platz eins der Beatport Top-100 sowie einen Einstieg in die offiziellen belgischen Single-Charts. Des Weiteren erhielten sie von DJs wie Hardwell, Martin Garrix oder Dimitri Vegas & Like Mike positives Feedback. Der Stil des Liedes ist ähnlich gehalten wie Vinais Hands Up und wurde erstmals von „Billboard“ prämiert. Bis heute wurde das offizielle Musikvideo über 30 Millionen Mal aufgerufen.
Im Frühjahr 2014 folgten zahlreiche Remixe, darunter für Niels van Gogh feat. Princess Superstars Miami oder des Liedes Unstoppable von R3hab und Eva Simons. Parallel wurde eine weitere Zusammenarbeit mit R3hab angekündigt. Zuvor erschien jedoch der Song Bounce Generation als Single. Dabei handelt es sich um eine Kollaboration mit dem DJ und Produzenten TJR. Das Lied entpuppte sich als eine Kombination beider Stile. Für den ersten Drop verwendeten sie einen ähnlichen Sound wie für Hands Up oder Raveology, für den zweiten Part einen an TJRs Ode to Oi angelehnten Stil. Bounce Generation wurde zum nächsten Erfolg, so erreichte das Lied innerhalb weniger Tage Platz eins der Beatport-Charts und wurde mit über 10 Plays zum meistgespielten Track beim Ultra Music Festival sowie dem Tomorrowland 2014.
Gemeinsam mit R3hab spielten sie beim Tomorrowland 2014 erstmals ihre Single How We Party. Der Meblourne-Bounce-Track war hinter ihrem Bounce Generation, der zweit-meist-gespielte Song beim Tomorrowland 2014. R3hab und Vinai veröffentlichten ihn am 1. August 2014 als Single und erreichten damit zum dritten Mal infolge Platz eins der Beatport Top-100. Neben überwiegender positiver Kritik wurde jedoch fehlende Innovation angesprochen, da How We Party den Vorgänger-Singles sehr gleicht. Das offizielle Musikvideo zählt bis heute über 25 Millionen Views. Ihr unverwechselbarer Sound machte sich auch in ihren Remixen nieder, so verwendeten sie ähnliche Drops unter anderem für ihren Remix zu Soundwave von R3hab und Trevor Guthrie oder für David Guetta und Emeli Sandés What I Did For Love, welcher zum erfolgreichsten Track der Remix-EP des Liedes wurde und zählt auch bei YouTube über eine Million Aufrufe.
Im Oktober 2014 gaben sie ihren Einstieg auf Platz 62 der DJ-Mag Top-100 bekannt.

### 2015: Louder & Kritik
Eine weitere ID des Tomorrowland 2014 bildete das Lied Louder das Vinai gemeinsam mit Steve Aoki und Dimitri Vegas & Like Mike spielten. Im September 2014 gaben Dimitri Vegas und Like Mike die Zusammenarbeit mit Vinai offiziell bekannt. Bereits im Vorfeld machte ein Studio-Remake des Liedes, produziert vom deutschen DJ-Duo Jaxx & Vega, die für ihre Bootlegs von unveröffentlichten Liedern bekannt sind, seinen Weg durchs Internet. Das Bootleg wurde über eine Million Mal aufgerufen und erhielt positives Feedback. Jedoch wurde ein weiteres Mal bemängelt, dass der Stil zu nah an den letzten Liedern des italienischen Duos sei. Ziel des Quartetts war es, ein weiteres Mal auf Platz 1 zu stehen, was jedoch nicht gelang.
Ebenfalls im Januar 2015 machte eine ID ihren Weg durchs Internet. Der Stil des Liedes ähnelte stark dem des deutschen DJs und Produzenten Tujamo, der sich am Ende auch als Interpret des Tracks entpuppte. Da Vinai die anfängliche ID jedoch mehrmals postete, wurde irrtümlich von einer Collab ausgegangen. Ähnlich lief es bei dem Lied Legend, das aufgrund des Stils Dvbbs und Tony Junior zugeordnet wurde. Die Tonspur wurde erstmals von David Guetta im März 2015 in seinem Podcast gespielt. Am 1. April 2015 wurde schließlich verkündet, dass Vinai hinter dem Track stecke, was zunächst für einen Aprilscherz gehalten wurde, da der Stil auf einem Big-Room-Drop basiert und somit nicht in das typische Vinai-Schema passt. Release-Datum war der 20. April 2015.
Bei ihrem Auftritt beim Ultra Music Festival 2015 spielten Vinai ihre bis dahin unveröffentlichten Tracks Techno und The Wave. Orientiert haben sie sich bei letzterem sowohl an ihrem klassischen Melbourne-Bounce-Stil, als auch an dem Sound von dessen Vorgänger Legend. In verschiedenen sozialen Netzwerken wie Facebook folgten zahlreiche Videos, wie sie bei ihren Auftritten zum Einsetzen des Drops feiern. Was jedoch für Verwirrung sorgte, war, dass MAKJ dasselbe Lied bereits im August 2014 gespielt hatte, weshalb auch Gerüchte über eine Collab folgten. The Wave erschien dann mit hinzugefügten Vocals des britischen Singer-Songwriters Harrison, bekannt durch Hardwells Track Sally, am 20. Juli 2015 auf Beatport. The Wave erfreute sich im Gegensatz zu seinem Vorgänger deutlich größerer Popularität und rückte bis auf Platz 3 der Beatport Top-100 vor und bis auf die Spitzenposition der Genrecharts.
Bereits bei den meisten ihrer Singles wirkte das australische Melbourne-Bounce-Duo SCNDL als offizieller Remixer mit. Im August 2015 kam es zu einer ersten gemeinsamen Kollaboration. Daraus resultierte das Lied Frontier, das ebenfalls dem typischen Melbourne-Bounce-Stil beider Projekte gleicht. Der Track wurde am 18. August 2015 als Free-Track veröffentlicht und erhielt insbesondere für seinen Western-Einfluss sehr positives Feedback. Beim Tomorrowland 2015, das Ende Juni 2015 stattfand, steigerte sich die Popularität der kommenden Single Techno. Jedoch wurde bis zu diesem Zeitpunkt vermutet, dass es sich um eine Kollaboration zwischen dem US-amerikanischen Duo GTA und Vinai handle, was sich als falsch erwies. Der Track verbreitete sich schnell im gesamten Netz und wurde vielfach gelobt. Bereits vor dem Release war es in zahlreichen Podcast-Folgen, unter anderem von Dimitri Vegas & Like Mike oder bei beinahe allen Sets, die W&W und Tiësto im Sommer 2015 spielten, zu hören. Bei Techno kam erstmals wieder der auf Vocals basierende Drop zum Einsatz, den man schon von Hands Up und Raveology kannte.

### 2016: Sit Down & Stand by Me
Im Jahr 2016 folgte eine weitere Single, die in Zusammenarbeit mit Harrison entstand. Der Song trägt den Titel Sit Down und basiert auf dem Insider, dass die DJs auf ihren Auftritten, während eines Liedes ihr Publikum dazu auffordert sich hinzusetzen und zum Einsetzen des Drops aufzuspringen. Sit Down konnte bis in die Top-10 der Beatport-Charts vorrücken. LIT stellte eine Kollaboration mit dem Newcomer Olly James dar. Der Track ist neben dem typischen Big-Room-Stil auch mit Elementen des Dirty-Dutch geprägt.
Am 3. Juni 2017 erschien das Lied Into the Fire mit Vocals von der kanadischen Sängerin Anjulie. Das Lied basiert auf den klassischen Melbourne-Bounce-Synthes wurde rhythmisch jedoch im Tropical-House-Stol gestaltet. Im Juli 2016 folgte das Lied Zombie, dessen Hauptmelodie auf der des Liedes Kernkraft 400 von Zombie Nation basiert. Der Drop stammt aus dem Jahr 2014 von ihrem unveröffentlichten Remix zu Nova von Dimitri Vegas & Like Mike und Tujamo. Der Track wurde zum kostenlosen Download freigestellt.
Im Spätsommer veröffentlichten sie das Lied Stand by Me, das mit Produzenten Streex und Sängerin Micky Blue aufgenommen wurde. Das Lied basiert zwar auf ähnlichen Synthes, wurde aber im Future-Bass-Gewand produziert.

### 2017: Our Style
Im Februar 2017 veröffentlichten sie einen offiziellen Remix zu dem Charterfolg Paris von den Chainsmokers und Emily Warren. Dieser wurde im Future-Bass-Stil gestaltet und erreichte starke Beliebtheit. Am 14. März 2017 erschien das Lied Our Style zum Free-Download. Dieser orientierte sich titelentsprechend an dem, für ihren Durchbruch verantwortlichen Big-Room-Melbourne-Bounce-Stil.

## Mitglieder
- Alessandro Vinai (* 25. Januar 1990[4] in Brescia, Italien)
- Andrea Vinai (* 10. Januar 1994[5] in Brescia, Italien)

## Diskografie

### Singles
- 2012: Take Me Away (als Alessandro Vinai & Andrea Vinai)
- 2013: Bad Boys (vs. Alex Gray)
- 2013: Who Said (vs. Planet Funkt)
- 2013: Hands Up
- 2013: Discovery
- 2013: Reset (mit Prezioso)
- 2013: Pullover (vs. Dr. Space)
- 2013: Bullet (vs. Error404)
- 2013: Core (mit Micha Moor)
- 2014: Raveology (mit Dvbbs)
- 2014: Bounce Generation (mit TJR)
- 2014: How We Party (mit R3hab)
- 2015: Louder (mit Dimitri Vegas & Like Mike)
- 2015: Legend
- 2015: The Wave
- 2015: Frontier (mit SCNDL)
- 2016: Sit Down (mit Harrison)
- 2016: Lit (mit Olly James)
- 2016: Into the Fire (mit Anjulie)
- 2016: Zombie (Free-Track)
- 2016: Stand by Me (mit Streex feat. Micky Blue)
- 2017: Our Style (Free-Track)
- 2017: Parade
- 2019: Wild (mit Fatman Scoop)
- 2020: Rise Up (feat. Vamero)
- 2021: Touch (feat. Maia Wright)
- 2023: Boyz In Paris (mit Marnik & Naeleck, CH: Gold)

### Remixe
- 2012: Nicki Minaj – Pound the Alarm
- 2012: LMFAO – Sexy and I Know It
- 2012: DJ Samuel Kimk – Te Quiero Mi Amor
- 2012: Desaparecidos – Me Gusta
- 2013: Macklemore & Ryan Lewis – Thrift Shop (Vinai Dubstep Bootleg)
- 2013: PSY – Gentleman
- 2013: J. Nice & Frank Tedesco feat. Lil’Lee – Rain on My Shoulder (Alessandro Vinai Remix)
- 2013: Besford feat. Manu LJ – RocknnRolla
- 2013: Don Diablo & Matt Nash – Starlight (Could You Be Mine)
- 2013: Da Brozz – My Nightmare
- 2014: DJ Kuba & Ne!tan – Sasha Gray
- 2014: Niels van Gogh feat. Princess Superstar – Miami
- 2014: DJ Kuba & Ne!tan vs. Cherry feat. Jonny Rose – Escape with Me
- 2014: Joel Fletcher & Seany B – Loco
- 2014: Sick Individuals & Axwell – I Am
- 2014: Kid Massive & Databoy – Horizon
- 2014: ShamRockerS – Ground Zero
- 2014: R3hab feat. Eva Simons – Unstoppable
- 2014: R3hab & Trevor Guthrie – Soundwave
- 2015: Dimitri Vegas & Like Mike vs. Tujamo & Felguk – Nova
- 2015: David Guetta feat. Emeli Sandé – What I Did For Love

## Auszeichnungen für Musikverkäufe
| Goldene Schallplatte - Belgien - 2024: für die Single Boyz in Paris - Dänemark - 2024: für die Single Rise Up - Polen - 2024: für die Single Boyz in Paris | Platin-Schallplatte - Frankreich - 2024: für die Single Boyz in Paris - Polen - 2023: für die Single I Was Made 4× Platin-Schallplatte - Polen - 2023: für die Single Rise Up |

Anmerkung: Auszeichnungen in Ländern aus den Charttabellen bzw. Chartboxen sind in ebendiesen zu finden.
| Land/RegionAuszeichnungen für Musikverkäufe (Land/Region, Auszeichnungen, Verkäufe, Quellen) | Gold     | Platin     | Verkäufe | Quellen           |
| -------------------------------------------------------------------------------------------- | -------- | ---------- | -------- | ----------------- |
| Belgien (BRMA)                                                                               | Gold1    | —          | 20.000   | ultratop.be       |
| Dänemark (IFPI)                                                                              | Gold1    | —          | 45.000   | ifpi.dk           |
| Deutschland (BVMI)                                                                           | Gold1    | —          | 200.000  | musikindustrie.de |
| Frankreich (SNEP)                                                                            | —        | Platin1    | 200.000  | snepmusique.com   |
| Polen (ZPAV)                                                                                 | Gold1    | 5× Platin5 | 275.000  | olis.pl           |
| Schweiz (IFPI)                                                                               | Gold1    | —          | 15.000   | hitparade.ch      |
| Insgesamt                                                                                    | 5× Gold5 | 6× Platin6 |          |                   |